# 肖恩·奥凯西
肖恩·奥凯西（愛爾蘭語：、愛爾蘭語發音：[ˈʃaːn̪ˠoːˈkahəsˠiː]，1880年3月30日—1964年9月18日），原名约翰·凯西，爱尔兰剧作家，其都柏林三部曲（《枪手的影子》、《朱诺与孔雀》和《犁与星》）人物生动、语言丰富，而且色彩鲜明，真实地再现了爱尔兰独立运动中城市劳工阶层的面貌，表现了爱尔兰民族的典型性格。后期的作品混合了现实主义、表现主义和象征主义，带有戏剧实验的色彩，评价不一:305-307。

## 生平

### 早年
奥凯西原名约翰·凯西，是迈克尔·凯西和苏珊·阿彻的第十三个孩子。凯西家当时住在都柏林北内城区的上多赛特大街85号，这里住的主要是劳工阶层，但他家在邻里间被认为是“落魄绅士”。奥凯西出生后四个月在爱尔兰教会的圣玛丽教堂受洗
奥凯西六岁时父亲去世，家庭顿时陷入穷困之中，他们只能在北都柏林寻找更便宜的房屋租住他的视力不好，自幼失学，未受到系统的教育。1890年，奥凯西到圣巴拿巴斯国立学校上过一段学，但不久又辍学了，但他到十三岁时已具备了读写能力，十四岁时他开始四处工作谋生。从1890年代初起，奥凯西就和他的哥哥阿在家中表演迪昂·布希高勒和威廉·莎士比亚的戏剧。1895年，布希高勒的《流浪汉》（《The Shaughraun》）一剧在机械工剧院上演时，奥凯西还扮演了其中的爱国神父杜兰。

### 参与政治

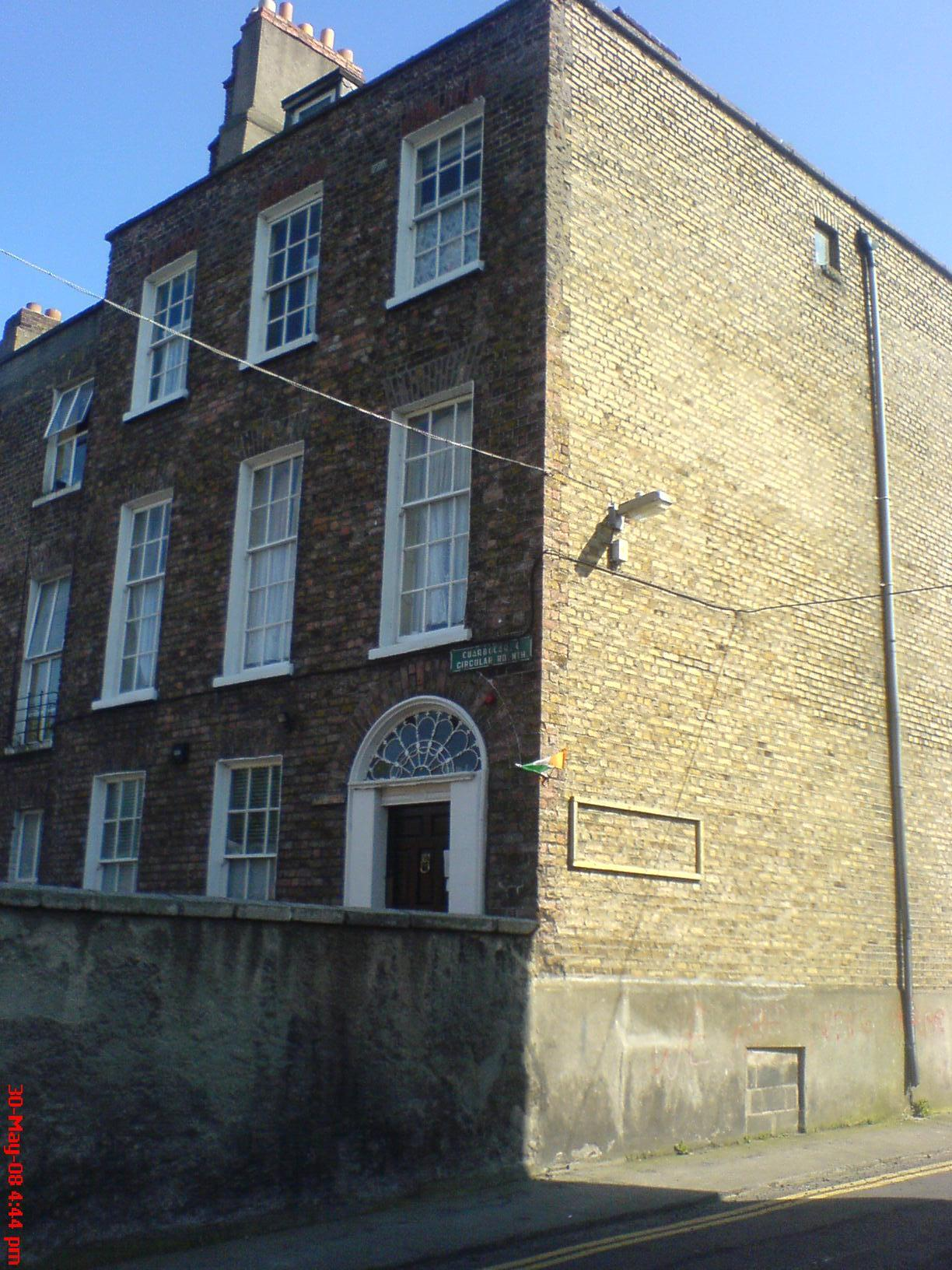
奥凯西故居，他在这里写下了都柏林三部曲

1900年，二十岁的奥凯西曾在都柏林的圣巴拿巴斯教堂主日学校任教。1903年他当了铁路工人。随着爱尔兰独立运动的高涨，奥凯西也充满了爱国主义热情，他于1906年加入了旨在恢复爱尔兰语言和文化传统的盖尔联盟，学习了爱尔兰语，此时他把名字John Casey改为爱尔兰语的Sean O'Cathasaigh:300。1907年他加入了圣劳伦斯奥图国立俱乐部，开始文学创作。奥凯西创作了几个短篇故事在俱乐部朗读，之后又在《农民和爱尔兰人的爱尔兰》上发表了第一篇作品《大鼓的声音》
1910年，学会了演奏爱尔兰风笛的奥凯西参与创立了圣劳伦斯奥图风笛乐队，他还加入了激进组织爱尔兰共和兄弟会:66-67。翌年，奥凯西参加了詹姆斯·拉金创立的爱尔兰交通和普通工人联盟，这是为都柏林缺乏技能的雇工表达诉求的组织。
1913年，奥凯西参加了都柏林大罢工，担任妇女和儿童救援基金会的秘书，被当局列入了黑名单，以致一段时间找不到稳定的工作。1914年3月奥凯西担任了拉金组织的爱尔兰公民军的秘书，但不久他对爱尔兰公民军的逐渐军事化并与爱尔兰志愿军结成同盟不满，在抗争失败后，他退出了爱尔兰公民军。他也因此没有参加1916年爱尔兰公民军与爱尔兰志愿军组织的复活节起义:301。

### 复活节起义之后
1917年奥凯西的朋友托马斯·阿什死于绝食抗议，悲痛让奥凯西继续从事写作，他写了一篇挽歌一篇散文怀念亡友1918年的1月和9月他的姐姐和母亲相继去世了。次年奥凯西靠发表《爱尔兰公民军故事》所得的稿酬才付清埋葬母亲的欠费。
1920年左右他接受了圣劳伦斯奥图国立俱乐部的委托，创作了《花丛中的冰霜》，此时他开始采用奥凯西这个笔名。俱乐部却担心《花丛中的冰霜》中对宗教人士和俱乐部创始人的讽刺会引起不满，拒绝上演该剧，奥凯西将这个剧本改投到都柏林著名的艾比剧院，但也被拒绝了。他为此重写了剧本，将其扩展为三幕，改名为《收获的节日》，但仍被艾比剧院拒绝:302。

### 艾比剧院

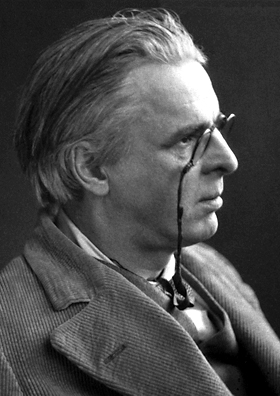
1923年的威廉·巴特勒·叶芝，叶芝开始是奥凯西的坚定支持者，后来在戏剧创作上和奥凯西产生了矛盾

1923年，艾比剧院在接连拒绝了奥凯西四个剧本之后，上演了他的《枪手的影子》，这是奥凯西首部被剧院接受的剧本，也开始了奥凯西和艾比剧院的合作。自从爱尔兰剧作家约翰·沁孤去世之后，艾比剧院就一直缺乏高质量的剧本，处于苦苦支撑中。奥凯西的剧本让艾比剧院得以复兴。1924和1926年奥凯西的《朱诺与孔雀》和《犁与星》相继在艾比剧院上演，形成了奥凯西的“都柏林三部曲”。
在《犁与星》上演过程中，奥凯西剧本中对卖淫和宗教的看法冒犯了部分演员，他们拒绝念台词，而观众们也觉得难以接受，最终和1907年沁孤的《西方世界的花花公子》上演时一样，观众发生了骚乱。闻讯从伦敦赶回的威廉·巴特勒·叶芝与当年支持辛格一样，非常地支持奥凯西，认为这些观众是“再一次的自取其辱”:13。骚乱反而提高了民众的兴趣，大量观众在之后的一周涌入剧院看这出戏，并给予好评。即使如此，莱姆·奥弗莱荷替、奥斯汀·克拉克等评论家仍试图阻止剧本出版，奥凯西认为这次攻击是借攻击自己的剧本攻击叶芝。

### 定居英国
1926年奥凯西在伦敦接受了豪森登奖，并指导西区剧院演出《朱诺和孔雀》，此时他爱上了以前就认识的爱尔兰女演员艾琳·凯莉·雷诺兹（1903-1995）。两人于1927年结婚，之后有两个儿子布瑞恩·奥凯西和尼奥·奥凯西和一个女儿1928年，叶芝拒绝接收奥凯西交给艾比剧院的第四部剧本《银杯》，他在给奥凯西的信中认为，《银杯》这部剧中只有奥凯西的个人看法，缺乏实际的对象，类似政治宣传剧，同时也对奥凯西试图把现实主义与表现主义混合不满。奥凯西在回信中逐条反驳了叶芝的观点:201-203。《银杯》后来在伦敦的阿波罗剧院上演了，受到奥古斯都·约翰、萧伯纳等作家的欢迎，本来主张大修改的格雷戈里夫人也改变了意见。
1934年，奥凯西完成了《众门之间》，同年秋天，他到美国参加《众门之间》在纽约的排演，很赞赏麦尔温·道格拉斯导演的这部剧，也和尤金·奥尼尔、舍伍德·安德森和乔治·让·纳森成了朋友，但1935年《众门之间》在波士顿遭禁，原定的巡回演出也被取消。1935年9月，奥凯西最后一次回到爱尔兰，和叶芝恢复了友谊。奥凯西觉得获得独立的爱尔兰是一个商人和宗教人士联盟的国家而非自己梦想的工人共和国，这让他十分失望，不想再回到爱尔兰:304
之后的几年奥凯西主要发表短剧和自传。1943年，奥凯西创作了政治寓言剧《星星变红了》。同年创作了《给我的红玫瑰》，从《给我的红玫瑰》这部剧开始，奥凯西的风格彻底转化为一种混合了现实主义、表现主义和象征主义的风格。他自己写道：“戏剧要想作为一种艺术存在下去，就必须发展新的观点，开拓更广阔的天地，开创新的风格“。

### 二战之后
二战之后，奥凯西的剧本多以他眼中的那个“正在失去其活力、激情和决心的冷漠的国家”爱尔兰的人民日常生活为主题，他写了《自命不凡的花花公子》（一译《金鸡高鸣》）、《主教的篝火》和《内德神父的鼓》。1958年《内德神父的鼓》和根据詹姆斯·乔伊斯的《尤利西斯》改编的剧本计划在都柏林上演，但都柏林大主教约翰·查尔斯·麦克奎德对此强烈反对。《尤利西斯》因此被撤下，奥凯西的作品则被建议作大修改，奥凯西撤下了自己的剧本，塞缪尔·贝克特为此也将自己的哑剧撤下以示抗议。此事之后，奥凯西决定拒绝自己的所有作品在爱尔兰出版，直到他去世前不久才重新允许出版:305。
1959年奥凯西赞扬了美国作曲家马克·布利兹斯坦因对《朱诺与孔雀》的音乐剧改编。这出名为《朱诺》的音乐剧被视作商业上的失败，仅在百老汇上演了16场，一些评论家也认为《朱诺与孔雀》过于“黑暗”不适于改编成习惯上带有轻喜剧色彩的音乐剧形式。但这部剧的配乐已经被认为是布利兹斯坦因最杰出的作品:413。同年乔治·戴文将《自命不凡的花花公子》搬上了王家法庭剧院的舞台，在爱丁堡国际戏剧节取得了成功，也得以在西区剧院上演:414。

### 晚年与去世之后
1960年，奥凯西度过了他的八十岁生日，他虽然不想声张，但大卫·克劳斯和罗伯特·霍甘仍撰写了有关他的长篇研究，伦敦的默尔麦德剧院也举办了“奥凯西节”，英格兰和德国的其他剧院也纷纷上演奥凯西的作品1964年8月奥凯西因心脏病发作住院，两周后因第二次心脏病发作去世骨灰保留于高德斯绿园。
奥凯西的手稿等保存在纽约公共图书馆、康奈尔大学图书馆、加州大学洛杉矶图书馆系统、伦敦大学图书馆、爱尔兰国立图书馆等地。2005年大卫·格林将他收集的1944到1962年间的信件捐给了纽约大学的菲乐斯图书馆，其中也包括两封艾琳·奥凯西的信和一封写给凯瑟琳·格林的信。2005年7月都柏林利菲河上新落成的一座桥梁被命名为肖恩·奥凯西桥。

## 作品
- 《致托马斯·艾舍的挽歌》（1917）
- 《托马斯·艾舍的故事》（1917）
- 《雷恩之歌》（1918）
- 《雷恩之歌续篇》（1918）
- 《收获的节日》 （1918）
- 《爱尔兰公民军的故事》（1919）

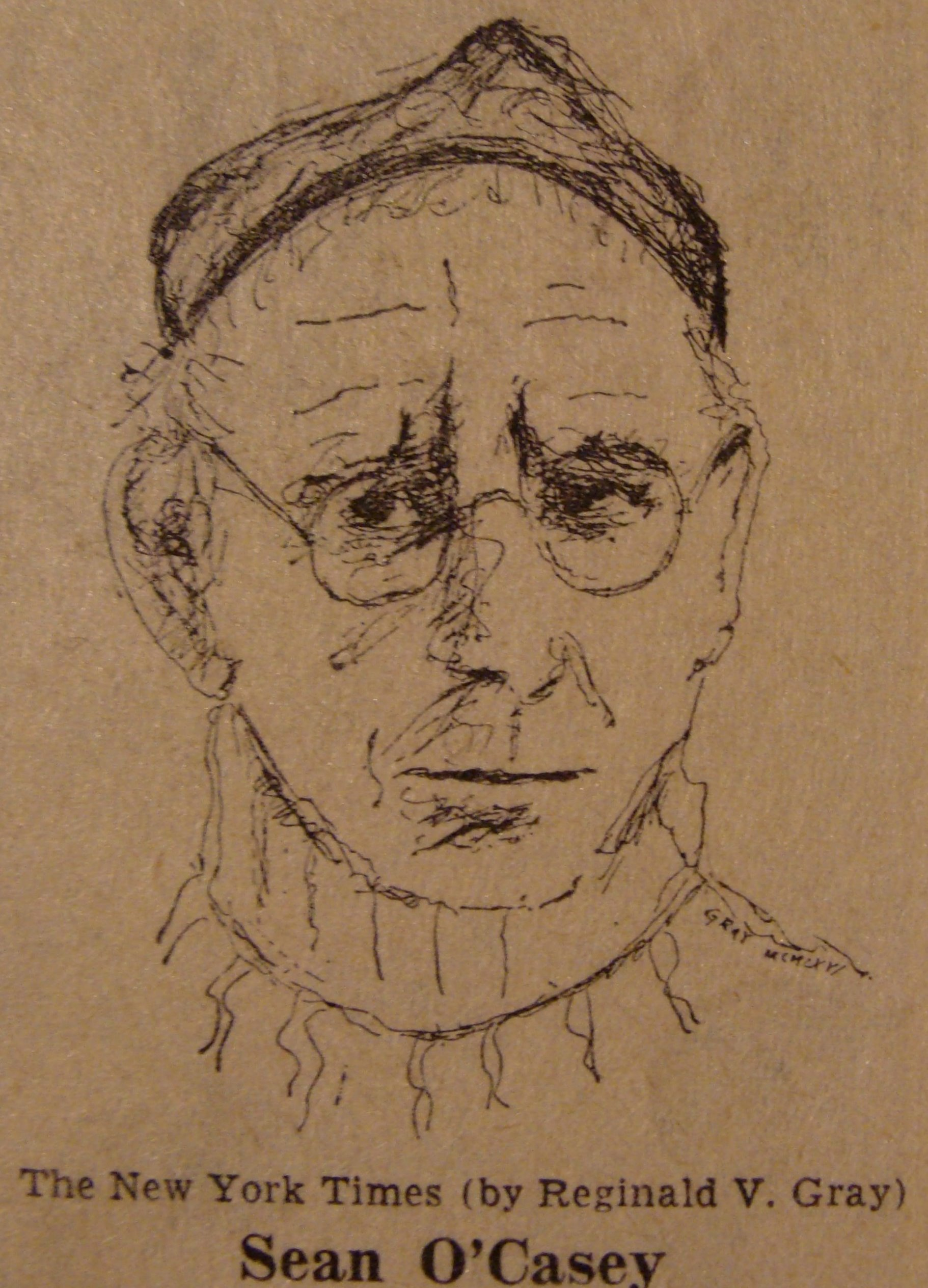
爱尔兰艺术家雷吉纳尔德·格雷为晚年奥凯西所作的画像

- 《枪手的影子》（1923）以1920年爱尔兰共和军的活动为背景。剧中主人公台伏伦是一位浮躁虚荣的青年诗人，乐于被人误认为爱尔兰共和军的枪手，但当敌人前来搜捕时，他束手无策，听任和自己相爱的少女用生命掩护了自己。剧本以普通老百姓的自我牺牲反衬出某些民族解放的参与者的浮夸和懦弱[1]。
- 《凯瑟琳，听！》 (1923)
- 《朱诺和孔雀》（1924） 描绘的是爱尔兰独立运动中城市劳工阶层的矛盾和混乱。孔雀是个吹牛、酗酒的游手好闲的人，全家都靠妻子朱诺照料。孔雀听说自己要得到一笔遗产，就盲目挥霍起来。后来遗产落空，女儿被人始乱终弃，儿子作战成了残废，后因出卖同志被打死。最后朱诺出走，孔雀继续陷入酗酒之中[1]。后来阿尔弗雷德·希区柯克将其拍成了电影《朱诺和孔雀》。
- 《奶妈的在外玩乐》（Nannie's Night Out） (1924)
- 《犁与星》（1926）以1915-1916年的复活节起义为背景，犁与星是剧本中起义军旗帜上的标识。剧本中的主人公克里特罗为爱尔兰共和国牺牲，但他的亲人和同胞并不理解这场斗争的意义。
- 《银杯》（1927）剧中攻击了帝国主义者的战争，揭露了战争造成的苦难。
- 《众门之间》这是一部政治寓言剧，设定在基于伦敦海德公园构想的一座繁忙的城市公园里。这部剧引起了争议，没有演很多场就终结了，也是一次票房失败，但尤金·奥尼尔给予了好评。这部剧本来也计划交给阿尔弗雷德·希区柯克拍摄，但并未实现。
- 《开端的终结》（1937）
- 《要求的一磅》（1939）
- 《星星变红了》（1940）是一部四幕政治寓言剧，在其中伯利恒之星变成了红色。剧本暗示着爱尔兰工人突击队和英军的战斗，表明爱尔兰教会实际上是支持英军的。
- 《紫尘》（1943）讲述了两个富有的、看重物质的英国股票投机商买下了一座古老的爱尔兰庄园，试图用它们意念中的都铎王朝的建筑风格来重修这座建筑，它们受到各种羞辱与讽刺，最后一场暴风毁灭了它们将旧宅带向现代的梦想。
- 《给我的红玫瑰》(1943) 塑造了一个精神世界丰富的爱尔兰平民革命者的形象。这部剧在都柏林的奥林匹亚剧院上演。1946年在伦敦上演，奥凯西自己去看了演出，这还是1934年他去看《众门之间》之后的首次[8]
- 《橡叶和薰衣草》（1945）是一部政治宣传剧，纪念不列颠战争和英国在反纳粹入侵中的英雄行为。[8]
- 《自命不凡的花花公子》 (1949)
- 《治疗的房间》 (1951)
- 《睡前故事》（1951）
- 《该走了》（1951）
- 《主教的篝火》（1955），这是一部悲喜剧、闹剧和幻想剧的混合物，反对教会的虚伪道德，歌颂人生的欢乐。
- 《带波尔卡旋律的悲伤戏剧》（1955）
- 《奈德老爹的鼓》（1959）
- 《绿色帷幕之后》 (1961)
- 《晚上的费加罗》（1961）
- 《月亮照在卡勒阿莫》（1961）
- 《自传》 (1956)：由《我敲门》、《门廊的照片》、《窗下鼓声》、《台伏伦，再会！》《玫瑰与冠冕》《日落与晚星》六部组成，合称《屋中镜》。1965年，这部自传《屋中之镜》被拍成了电影《年轻的凯西蒂》，由杰克·卡尔蒂夫导演，罗德·泰勒扮演奥凯西，佛洛拉·罗布森、玛吉·史密斯等人扮演主要角色。